# کنت اندرسون کیچن
کنت اندرسون کیچن (به انگلیسی: Kenneth Anderson Kitchen؛ ۱۹۳۲ – ۶ فوریهٔ ۲۰۲۵) باستان‌شناس و پژوهشگر اهل اسکاتلند بود.